# Madison Young
Madison Young (Loveland, Ohio; 20 de setembre de 1980) és una actriu pornogràfica, model eròtica, model de bondage, directora, educadora sexual i escriptora estatunidenca, fundadora de la Femina Potens Art Gallery, una galeria d'art situada a San Francisco que va donar cabuda, entre 2001 i 2019, a artistes LGTB i de la comunitat BDSM.

## Biografia
Madison Young, nom artístic de Tina Butcher, va néixer en l'estat de Ohio al setembre de 1980. Va debutar en la indústria pornogràfica com a actriu en el 2003, als 23 anys d'edat. Tres anys després dels seus començaments davant de les càmeres, Young va començar a provar sort també com a directora, rodant fins a gairebé un centenar de pel·lícules, moltes de les mateixes protagonitzades per ella mateixa.
Com a actriu ha treballat per estudis com Amateur Bound, Evil Angel, Filly Films. Girlfriends Films, ATKingdom, Hustler, New Sensations, Triangle Films, Vivid, Kink.com, Penthouse, Digital Playground, Teravision o Sweetheart Video, entre d'altres.
Young és una destacada experta en educació sexual, dinàmiques del poder sexual i del BDSM, ha estat entrevistada en nombroses ocasions per a parlar d'aquests assumptes en mitjans com Huffington Post, XOJane.com, The Rumpus i Salon.com.
A més ha realitzat tallers i dau conferencies sobre temes de sexualitat, estudis feministes de pornografia i la política de BDSM en institucions com la Universitat Yale, Hampshire College, Universitat del Nord-Oest, Universitat de Toronto, Universitat de Minnesota, Universitat de Califòrnia a Berkeley o en el Festival de Cinema Porno de Berlín. És també la fundadora del Erotic Film School, un programa de formació cinematogràfica eròtica de tres dies que es duu a terme en San Francisco (Califòrnia), i que presenta als estudiants el procés de preproducció, producció i postproducció de la producció de pel·lícules eròtiques.
Young ha aparegut, pel seu treball en la pornografia feminista i també pel seu activisme queer, en les revistes Bitch i Corbi, així com en la portada del magazín suec $pread. Amb tot això, també ha estat habitual veure-la en programes de televisió de cadenes com Independent Film Channel, History Channel, MTV's Logo, Fusion TV o a HBO, a la sèrie Real Sex. En 2011 va ser una de les protagonistes del docudrama Too Much Pussy!, realitzat per Emilie Jouvet que va seguir el viatge a través d'Europa (de Berlín a Malmö) d'un grup de sis artistes, totes elles membres del Moviment Pro-Sexe.
En 2014 Young va publicar el seu llibre de memòries titulat Daddy, amb un pròleg de l'estrella porno feminista Annie Sprinkle.
Dins del circuit de premis de la indústria pornogràfica, en 2012 va estar nominada en els Premis AVN en la categoria de millor escena de sexe lèsbic en grup per la pel·lícula Taxi 2.
Es va retirar l'any 2017, havent gravat un total de 269 pel·lícules com a actriu, així com 39 com a directora.

## Filmografia selecta
- 2003 G Marks the Spot
- 2004 Used and Abused 2
- 2005 Sex Kittens 20
- 2006 Madison Young's Bondage Boob Tube
- 2007 No Boyz No Toyz
- 2008 Driven To Ecstasy 1
- 2009 S.O.S.: Strap-On Sluts 1 & 2
- 2010 Women Seeking Women 60
- 2010 Women Seeking Women 62
- 2010 Girls Kissing Girls 5
- 2011 Women Seeking Women 71
- 2011 Too Much Pussy! d'Émilie Jouvet
- 2012 Foot Fetish Sluts
- 2013 Real L Word XXX: NYC Edition
- 2014 Best Friends 17
- 2015 Le Baiser d'Ovidie

## Premis i nominacions
- 2008 : Feminist Porn Award - Hottest Kink Movie, Bondage Boob Tube[21]
- 2009 : Feminist Porn Award - Indie Porn Pioneer
- 2009 : Feminist Porn Award - Hottest Kink Movie, Perversions of Lesbian Lust Vol.1
- 2010 : Feminist Porn Award - Best Bi Movie, Fluid: Men Redefining Sexuality
- 2012 : 29ns Premis AVN - Millor escena de sexe lèsbic en grup

## Llibres
- Young, Madison «Authenticity and its role within feminist pornography». Porn Studies, 1, 1–2, 1-2014, pàg. 186–188. DOI: 10.1080/23268743.2014.888250.